# Baltasar López Ruiz
Baltasar López Ruiz (Úbeda, 1898-Ib., 31 de julio de 1936) fue un alfarero y político español. Llegó a ser concejal y alcalde socialista de su ciudad natal entre 1931 y 1934. Murió fusilado por milicias cenetistas en la cárcel de Úbeda tras el estallido de la Guerra Civil Española.

## Biografía
Nació en Úbeda y se crio en la conocida calle Valencia —calle donde convive la mayoría del gremio de alfareros— siendo sus padres: José López Rus y Teresa Ruiz Martínez. Era el mayor de siete hermanos.
Fue miembro miembro de la UGT y perteneció a la Agrupación Socialista (PSOE) de Úbeda. Con 33 años es elegido concejal socialista del Ayuntamiento de Úbeda en las elecciones municipales del 14 de abril de 1931 dentro de la Conjunción Republicano-Socialista que gana las elecciones en Úbeda —Baltasar se presentó por el 2.º distrito, obteniendo 300 votos—, y es nombrado Presidente de la Junta de gobierno provisional hasta que es constituido el 18 de abril el nuevo ayuntamiento. Es investido alcalde el concejal con más votos, el republicano lerrouxista, Ildefonso Moreno. Baltasar López sería designado primer teniente de alcalde hasta el 7 de julio de ese mismo año, cuando es nombrado Alcalde de Úbeda por dimisión de Ildefonso Moreno.

Señores ciudadanos, desde este momento queda declarada oficialmente en Úbeda la República. Este acto es sencillo como todos los que estamos celebrando.
Baltasar López Ruiz, concejal del PSOE y Presidente de la Junta de gobierno provisional de Úbeda el 15 de abril de 1931

En 1933, algunos afirman que por enfrentamientos internos en el seno de la agrupación local del PSOE entre "prietistas" y "largocaballeristas", pero realmente por discrepancias graves (temas absolutamente personales) con el nuevo portavoz de la minoría socialista Blas Duarte Ortiz, es obligado a abandonar la agrupación y por ello solicita su dimisión como alcalde en el pleno del 10 de mayo de 1933, siendo ésta aceptada con pocas ganas por la minoría centrista-conservadora y la republicana, que alaban la buena gestión de López Ruiz y añaden que, si es de nuevo elegido, será el único que pueda hacerlo representando a todo el pueblo de Úbeda. Así ocurre, pues en la votación de investidura posterior y secreta, es elegido alcalde de nuevo por los 14 concejales presentes (sus antiguos compañeros de Agrupación se ausentan del pleno), y muy a su pesar, continúa su labor como alcalde independiente socialista.
El 18 de octubre de 1934, Baltasar López admite en pleno extraordinario estar cansado y que, teniendo un gobierno conservador en la República y tras el abandono del ayuntamiento de la mayoría de los concejales republicanos, sobre todo los del PSOE, ilegalmente, se siente incapacitado para gobernar la ciudad. Dimite por segunda vez como alcalde. En esta ocasión sí es aceptada y es nombrado alcalde el concejal de la CEDA, José Muñoz Redondo.
Ya como concejal, ve cómo su esperanza en nuevas elecciones municipales se desvanece, por lo que comienza a desilusionarse y alega enfermedad para ausentarse de los plenos, salvo para votaciones de importancia. Su final como concejal llegaría en 1936, con la victoria del Frente Popular, ya que los miembros de las agrupaciones locales de la recientemente creada coalición de izquierdas, se hacen con el poder de los municipios. Nombran como alcalde el recién regresado de Madrid, Blas Duarte.

### Muerte
Tras producirse el alzamiento nacional el 17 de julio de 1936, Úbeda se encuentra en zona republicana (como a lo largo de toda la guerra). Días después, el 22 de julio, Baltasar es detenido y apresado por milicias cenetistas (fuentes orales) en la Cárcel de Partido de Úbeda, compartiendo celda con antiguos concejales de derechas y un republicano (algunos de ellos, encarcelados por la Guardia Civil).
En la noche del 30 al 31 de julio, una masa de milicianos asaltan la cárcel, liberan —por la fuerza, a punta de escopeta— a los presos, quienes no se atreven a salir temiéndose lo peor. Las autoridades republicanas de la ciudad no responden y, concretamente, no hay movimiento alguno de evitación por parte del alcalde Blas Duarte.
Al salir Baltasar junto a los otros presos por la puerta de la cárcel, son asesinados a tiros o navajazos. Sólo sobreviven tres (huyen, se ocultan o los dan por muertos). 
El médico forense del Hospital de Santiago pone a todo el personal a realizar las autopsias para «evitar que los quemen», quedando a disposición de las familias que se atreven a reclamar los cuerpos.
Es enterrado por su familia el 1 de agosto de 1936 a los 38 años.

### Citas
1. 1 2 3 4  «López Ruiz, Baltasar». Fundación Pablo Iglesias. Consultado el 24 de julio de 2017.
2. 1 2 3 4 5 6 7  López, Meli (CCLC). «Biografía». Baltasar López Ruiz. Consultado el 24 de julio de 2017.
3. ↑  La Provincia (9 de abril de 1931). «Nota política». La Provincia (2834) (Úbeda). p. 2. Consultado el 16 de enero de 2017.
4. ↑  La Libertad (14 de abril de 1931). «El Triunfo en toda España. En Jaén». La Libertad (3453) (Madrid). p. 8. ISSN 9968-4942. Consultado el 11 de enero de 2017.
5. ↑  Herrador Marín, Pedro Mariano (2007). «1931, La II República...» (PDF). Nuestras Cofradías en el siglo xx. Tomo 1: 1896-1936. Úbeda: Asociación Cultural Ubetense Alfredo Cazabán Laguna. p. 285. ISBN 978-84-611-7246-7.
6. ↑  La Provincia (14 de abril de 1931). «Las elecciones municipales en Úbeda». La Provincia (2838) (Úbeda). p. 2. Consultado el 16 de enero de 2017.
7. ↑  Torres Navarrete, Ginés de la Jara (2005). «Se quiebra la concordia y comienzan las desavenencias» (PDF). Historia de Úbeda en sus Documentos (Úbeda: Asociación Cultural Ubetense Alfredo Cazabán Laguna). Tomo I: 455. ISBN 84-609-7092-2. Consultado el 8 de marzo de 2015.
8. ↑  Torres Navarrete, Ginés de la Jara (2005). «Proclamación de la II República» (PDF). Historia de Úbeda en sus Documentos (Úbeda: Asociación Cultural Ubetense Alfredo Cazabán Laguna). Tomo I: 466. ISBN 84-609-7092-2. Consultado el 8 de marzo de 2015.
9. ↑  López, Meli (CCLC). «Plenos de toma de posesión tras las Elecciones Municipales de 1931». Baltasar López Ruiz. Consultado el 13 de enero de 2017.
10. ↑  López, Meli (CCLC). «Dimisión de Moreno Biedma y elección de Baltasar». Baltasar López Ruiz. Consultado el 13 de enero de 2017.
11. ↑  Tarifa Fernández, Adela (2011).  Instituto de Estudios Giennenses, ed. El humanista ubetense Juan Pasquau Guerrero y su época (PDF). Colección «Investigación». Jaén: Diputación Provincial de Jaén. p. 137. ISBN 978-84-92876-15-0. Consultado el 10 de mayo de 2015.
12. ↑  La Vanguardia (23 de febrero de 1936). «Manifestación popular en Úbeda» (PDF). La Vanguardia (22 450) (Jaén). p. 28. ISSN 1133-4835. Consultado el 11 de febrero de 2017.
13. ↑  López, Meli (CCLC). «Autopsias de los Muertos de 1936». Baltasar López Ruiz. Consultado el 24 de julio de 2017.

- Datos: Q33251870